# Ofiary śmiertelne przy Murze Berlińskim
Lista ofiar śmiertelnych Muru Berlińskiego, który od 13 sierpnia 1961 roku do 9 listopada 1989 roku stanowił barierę między Berlinem Zachodnim a należącą do Niemiec Wschodnich pozostałą częścią miasta, jest długa. Przed powstaniem w roku 1961 Muru Berlińskiego ok. 3,5 miliona Niemców z terenu NRD zdołało uniknąć restrykcyjnej polityki migracyjnej Bloku Wschodniego wyjeżdżając do RFN. Wielu z nich uczyniło to przekraczając granicę między Berlinem Wschodnim a Berlinem Zachodnim. Istnienie muru w latach 1961–1989 prawie całkowicie zatrzymało tę falę emigracji.
Próby ucieczki kosztowały życie wielu różnych ludzi – poczynając od dzieci, przez młodzież, aż po 80-letnią kobietę. Osoby te zginęły przez przypadek lub z powodu niezgodnych z prawem działań strażników. W licznych procesach sądowych, które miały miejsce w latach 90. XX wieku, kilku wschodnioniemieckich strażników granicznych oraz oficjeli politycznych odpowiedzialnych za politykę bezpieczeństwa uznanych zostało za winnych nieumyślnego spowodowania śmierci ludzi w pobliżu muru, za co otrzymali wyroki w zawieszeniu lub zostali skazani na pobyt w więzieniu.

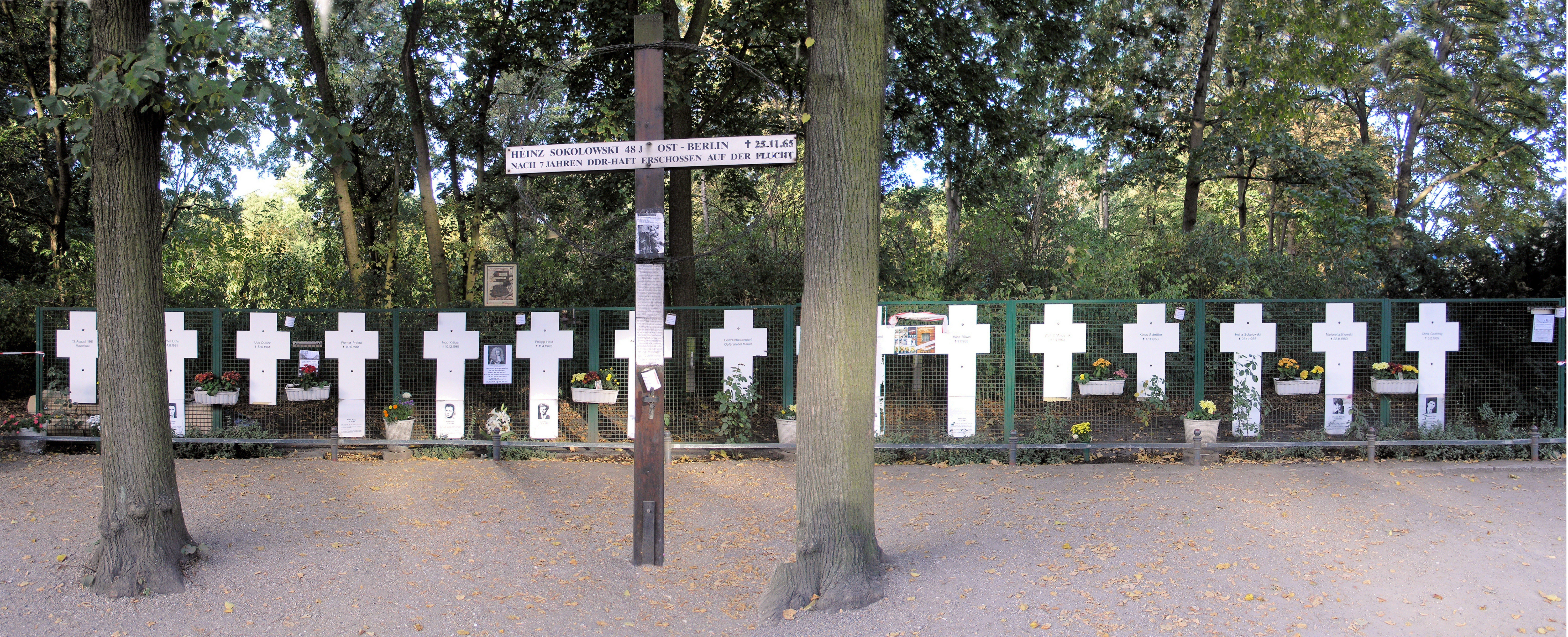
Weiße Kreuze upamiętniające osoby, które zginęły próbując przekroczyć Mur Berliński

## Kwestia liczby ofiar śmiertelnych

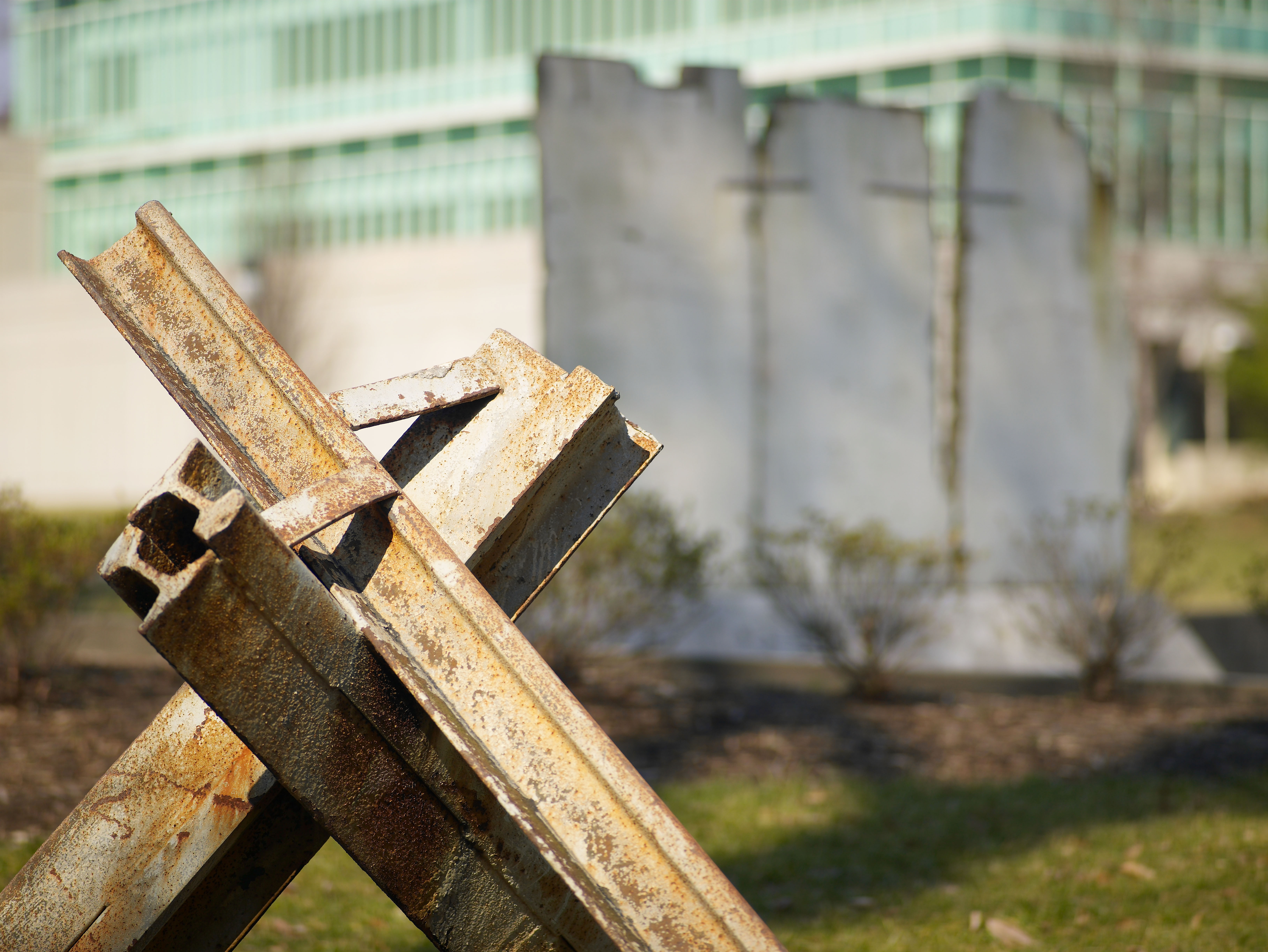
Pomnik Muru Berlińskiego wraz z fragmentem samego muru w tle

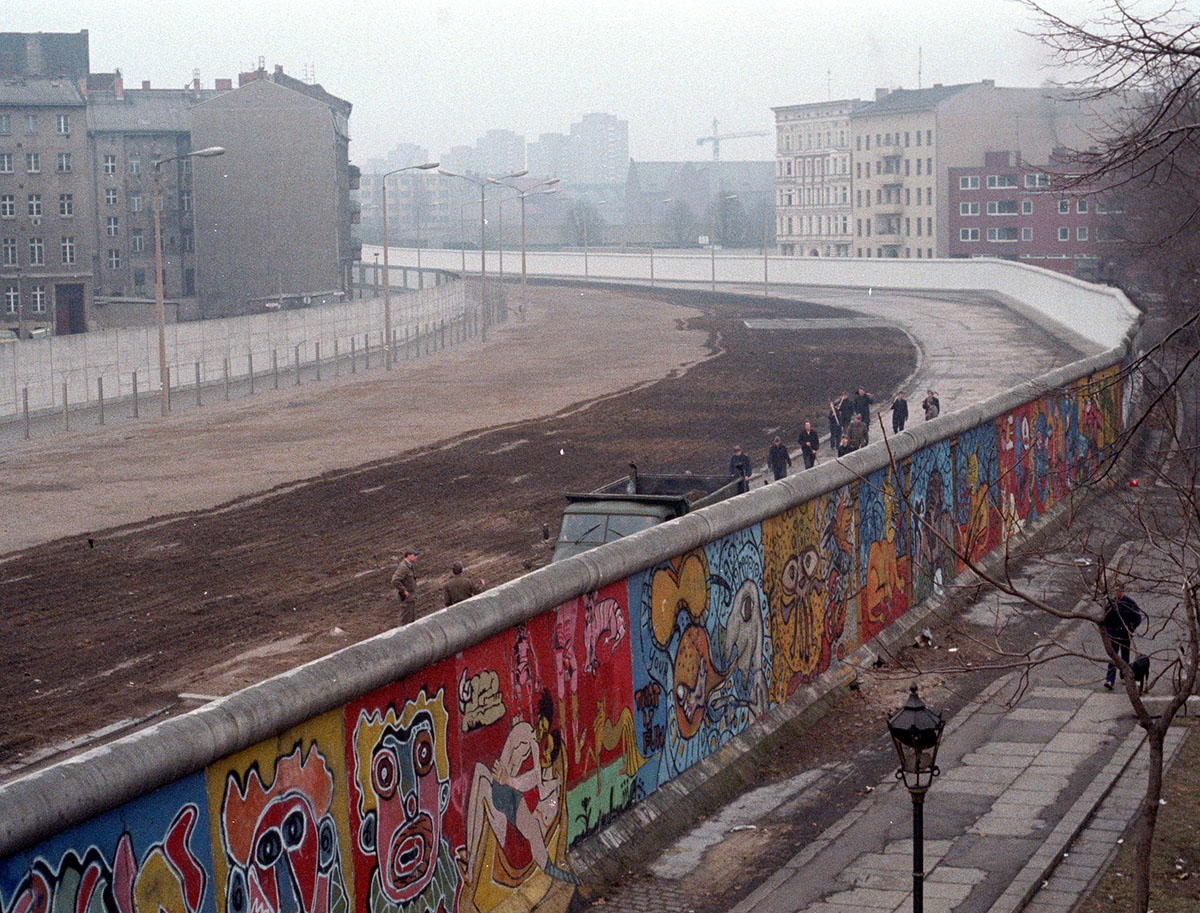
Fragment Muru Berlińskiego w 1986 r.

Ustalenie listy ofiar, których śmierć można powiązać bezpośrednio z Murem Berlińskim, nie jest zadaniem łatwym. Choć Niemcy z NRD dzięki mediom zachodnioniemieckim byli świadomi, że w okolicach muru zdarzały się przypadki śmierci, to wiarygodne informacje w tym zakresie były utajniane przez władze Niemiec Wschodnich. Własne statystyki w tym zakresie prowadziły również niektóre instytucje z RFN, w tym m.in. zachodnioberlińska policja, Zentrale Erfassungsstelle der Landesjustizverwaltungen w Salzgitter (która badała wszystkie przypadki śmierci na granicy państwa zachodnioniemieckiego) oraz mieszczące się w Berlinie Zachodnim stowarzyszenie Arbeitsgruppe 13 August (pol. Grupa Robocza 13 sierpnia).
Mieszczące się w Poczdamie państwowe Zentrum für Zeithistorische Forschung (ZZF) podało oficjalną liczbę 136 ofiar istnienia Muru, w tym m.in. ludzi próbujących ucieczki, strażników granicznych i przypadkowych osób trzecich. Jednakże badacze z Muzeum Muru Berlińskiego, oraz część badaczy międzynarodowych, oszacowali liczbę ofiar śmiertelnych na znacznie wyższym poziomie.
Po upadku muru Zentrale Ermittlungsstelle für Regierungs- und Vereinigungskriminalität (ZERV, pol. Centralny Urząd Badania Przestępstw Rządu i Partii) oraz prokuratura w Berlinie wszczęły szereg śledztw kryminalnych w związku z przypadkami śmierci na granicy obu państw niemieckich. Każda z tych instytucji stosowała inne kryteria liczenia ofiar, np. Centralny Urząd Rejestracyjny dokumentował przypadki śmierci, w których „uzasadnione było podejrzenie popełnienia przestępstwa”. Z kolei Arbeitsgruppe 13 August rejestrowała „wszystkie ofiary, których śmierć była w jakikolwiek sposób powiązana ze służbami lotniczymi i/lub granicznymi” wliczając w to śmiertelne wypadki oraz utonięcia, jak również zgony strażników granicznych i policjantów w wyniku popełnienia samobójstwa lub wypadku z użyciem broni. Taki sposób liczenia ofiar wykazał 235 ofiar Muru Berlińskiego, co jest liczbą zdecydowanie wyższą od szacunków urzędu z Salzgitter, który podaje liczbę 78 ofiar śmiertelnych. Muzeum Muru Berlińskiego podaje liczbę 245 ofiar, jednak szacunki te zawierają również samobójstwa strażników granicznych i ciała wyłowione z wody, co do których zgonu nie stwierdzono bezpośredniego związku z ucieczką na drugą stronę muru. Dane te podają również, że pierwszą osobą, której śmierć można wiązać z murem, jest wschodnioniemiecki oficer, który popełnił samobójstwo.
W 2005 roku Gedenkstätte Berliner Mauer ustanowiło projekt badawczy, którego celem było ostateczne „ustalenie liczby i tożsamości osób, których śmierć powiązana była z istnieniem Muru Berlińskiego w latach 1961 do 1989 oraz dokumentacji ich losów poprzez badania historyczne i biograficzne. W tym czasie nie były dostępne żadne wiarygodne lub oficjalne informacje na temat zgonów w okolicach Muru. W wyniku funkcjonowania projektu ustalono – stosując kryterium wliczania „zarówno prób ucieczki na drugą stroną, jak również czasowego i przestrzennego związku między śmiercią a służbami granicznymi” – że śmierć, w jakiś sposób powiązaną z istnieniem muru, poniosło 136 osób. Jednak nie wszystkie zgony były natychmiastowe (jeden przypadek miał miejsce w kilka lat później), jak również nie wszystkie spowodowane były aktami przemocy. Po zweryfikowaniu listy 575 zgonów zespół projektu ustalił, że co najmniej 136 osób zginęło w wypadku, w wyniku użycia broni palnej lub popełnienia samobójstwa po nieudanej próbie przekroczenia muru. Te 136 ofiar podzielono na pięć kategorii:
- uciekinierzy zabici lub śmiertelnie ranieni przez wschodnioniemieckie siły bezpieczeństwa podczas próby przekroczenia muru;
- uciekinierzy, którzy ponieśli śmierć w wyniku próby przekroczenia muru lub którzy popełnili samobójstwo, gdy próba ucieczki się nie powiodła lub którzy odnieśli śmiertelne obrażenia w czasie ucieczki;
- osoby ze Wschodu i Zachodu, którzy zostali zabici lub śmiertelnie ranni przez wschodnioniemieckie siły bezpieczeństwa;
- osoby ze Wschodu i Zachodu, którzy zginęli lub zostali śmiertelnie ranni w wyniku działań lub braku działań wschodnioniemieckich sił bezpieczeństwa;
- członkowie służb granicznych Niemiec Wschodnich, którzy ponieśli śmierć lub śmiertelne obrażenia podczas pełnienia służby[8].

Pozostałe 16 przypadków utonięć nie może zostać jednoznacznie przypisanych istnieniu Muru Berlińskiego. Wielu podróżnych z NRD, RFN oraz Czechosłowacji zmarło tuż przed, w czasie lub tuż po przekroczeniu przejść granicznych w Berlinie, których liczbę szacuje się na 251 osób: większość tych zgonów była wynikiem nagłego zatrzymania krążenia.

## Przyczyny i chronologia śmierci ofiar
Mur Berliński, podobnie jak znacznie dłuższa granica wewnątrzniemiecka oddzielająca NRD od Niemiec Zachodnich, został zbudowany w dwóch celach. Po pierwsze miał on utrudnić ucieczkę potencjalnym uciekinierom z NRD. Po drugie umożliwić służbom granicznym wykrywanie i powstrzymywanie nielegalnych przekroczeń granicy. W swojej ostatecznej formie, 156-kilometrowy mur składał się z dwóch betonowych murów (wewnętrznego i zewnętrznego) oddzielonych pasem ochronnym o szerokości od 15 do 150 metrów. Muru pilnowało ok. 11 500 żołnierzy Grenztruppen, czyli Oddziałów Granicznych NRD, którzy posiadali zezwolenie na użycie wszelkich niezbędnych środków, w tym użycie broni, w celu powstrzymania nielegalnego przekroczenia granicy. Rozkaz użycia broni (tzw. Schießbefehl) dotyczył strażników granicznych, którzy zostali poinstruowani, że osoby próbujące przekroczyć mur były przestępcami, a w związku z tym użycie śmiertelnych środków przemocy było niezbędne, aby sobie z nimi poradzić. „Nie wahajcie się użyć broni palnej, nawet wtedy gdy granica przekraczana jest w towarzystwie kobiet i dzieci, co jest często stosowaną taktyką zdrajców”. Niektórzy strażnicy twierdzili, że funkcjonujące w tym czasie motto brzmiało „martwy uchodźca jest lepszy niż taki, któremu udało się uciec”.
Najczęstszą przyczyną śmierci osób przekraczających mur było zastrzelenie. Spośród 136 przypadków śmiertelnych 97 (71,3%) to właśnie ofiary użycia broni palnej. Od broni palnej ginęli nie tylko uciekinierzy, ale również osoby znajdujące się po jednej lub drugiej stronie muru, które nie próbowały uciekać, jednak wschodnioniemieccy żołnierze otworzyli do nich ogień. 98 z tych przypadków dotyczyło osób próbujących przekroczyć granicę, wśród których prawie wszyscy (wyjątek stanowi obywatel Polski, Franciszek Piesik) byli Niemcami. 67 z nich zginęło od broni palnej. Kolejnych 30 osób zginęło w wyniku zastrzelenia lub wypadku w pobliżu muru, choć nie próbowały go one przekroczyć. Ośmiu funkcjonariuszy służb granicznych zostało zabitych w czasie pełnienia swoich obowiązków przez uciekinierów, osoby im pomagające, innych strażników lub zachodnioberlińską policję. Trzy osoby popełniły samobójstwo po nieudanej próbie ucieczki.
Około połowy z tych, którzy zginęli w pobliżu muru, straciło życie w ciągu pierwszych pięciu lat od jego powstania. W późniejszym okresie wskaźniki śmiertelności spadły, by znów dramatycznie wzrosnąć w 1976 roku. Niemal 87% ofiar Muru Berlińskiego, a więc 118 osób, zginęło między 1961 a 1975 rokiem, natomiast między 1976 a 1989 śmierć poniosło już jedynie 18 ludzi. Na ten spadek wpływ miało kilka czynników. Dzięki wprowadzonym w połowie lat 70. ulepszeniom technicznym, i dodatkowym restrykcjom, mur stał się trudniejszy do pokonania. Z kolei podpisanie w 1975 r. Aktu Końcowego Konferencji Bezpieczeństwa i Współpracy w Europie doprowadziło do powstania nowych możliwości przekroczenia granicy w legalny sposób, co poniosło za sobą wzrost liczby składanych wniosków emigracyjnych oraz równoległy spadek prób nielegalnego przekroczenia granicy.

## Pierwsze i ostatnie ofiary
W okresie podziału miasta Mur Berliński przebiegał wzdłuż Bernauer Straße. Sama ulica znajdowała się w sektorze francuskim Berlina Zachodniego, w związku z czym władze Niemiec Wschodnich uznały, że okna oraz drzwi wychodzące na Bernauer Straße powinny zostać zamurowane. Wczesnym rankiem 22 sierpnia 1961 r. Ida Siekmann stała się pierwszą spośród 98 osób, które poniosły śmierć podczas próby ucieczki. Siekmann mieszkała pod numerem 48, na trzecim piętrze kamienicy przylegającej do muru. Tego dnia wyrzuciła na ulicę przez okno (na stronę Berlina Zachodniego) pościel i inne rzeczy mające zamortyzować upadek, a następnie skoczyła z okna swojego mieszkania. W wyniku upadku na chodnik odniosła poważne obrażenia na całym ciele, po czym zmarła niedługo później w berlińskim szpitalu św. Łazarza. Z kolei Winfried Freudenberg stał się 8 marca 1989 r. ostatnią osobą, która poniosła śmierć przy próbie ucieczki z NRD do Berlina Zachodniego przez mur, gdy wypadł ze swojego balonu.

## Lista ofiar
| imię i nazwisko        | data urodzenia            | data śmierci                            | wiek | okoliczności śmierci |
| ---------------------- | ------------------------- | --------------------------------------- | ---- | --- |
| Ida Siekmann           | 23 sierpnia 1902(dts)     | 22 sierpnia 1961(dts)                   | 58   | Pierwsza śmiertelna ofiara, która zginęła podczas próby sforsowania Muru Berlińskiego, w wyniku obrażeń odniesionych podczas skoku z okna swojego mieszkania mieszczącego się na III piętrze w budynku przy Bernauer Straße 48.                                     |
| Günter Litfin          | 19 stycznia 1937(dts)     | 24 sierpnia 1961(dts)                   | 24   | Zastrzelony przy próbie ucieczki w Humboldthafen |
| Roland Hoff            | 19 marca 1934(dts)        | 29 sierpnia 1961(dts)                   | 27   | Zastrzelony przy próbie ucieczki w Teltowkanal |
| Rudolf Urban           | 6 czerwca 1914(dts)       | 17 września 1961(dts)                   | 47   | Zmarł na skutek komplikacji po wypadku w czasie ucieczki, w wyniku którego odniósł liczne złamania i obrażenia. |
| Olga Segler            | 31 lipca 1881(dts)        | 26 września 1961(dts)                   | 80   | Najstarsza ofiara śmiertelna Muru Berlińskiego, skacząc z okna swojego mieszkania przy ulicy Bernauer Straße 34 na przygotowaną uprzednio przez zachodnioberlińskich strażaków płachtę ratowniczą odniosła ciężkie obrażenia, wskutek których dzień później zmarła. |
| Bernd Lünser           | 11 marca 1939(dts)        | 4 października 1961(dts)                | 22   | Zmarł wskutek obrażeń odniesionych podczas ucieczki, spadając na bruk z dachu budynku przy Bernauer Straße 44. |
| Udo Düllick            | 3 sierpnia 1936(dts)      | 5 października 1961(dts)                | 25   | Podczas próby ucieczki utonął na skutek wyczerpania w Sprewie na granicy dzielnic Friedrichshain i Kreuzberg. |
| Werner Probst          | 18 czerwca 1936(dts)      | 14 października 1961(dts)               | 25   | Zastrzelony przy próbie ucieczki |
| Lothar Lehmann         | 28 stycznia 1942(dts)     | 26 listopada 1961(dts)                  | 19   | Utonął |
| Dieter Wohlfahrt       | 27 maja 1941(dts)         | 9 grudnia 1961(dts)                     | 20   | Zastrzelony przy próbie ucieczki w Berlin-Staaken |
| Ingo Krüger            | 31 stycznia 1940(dts)     | 11 grudnia 1961(dts)                    | 21   | Utonął |
| Georg Feldhahn         | 12 sierpnia 1941(dts)     | 19 grudnia 1961(dts)                    | 20   | Utonął |
| Dorit Schmiel          | 25 kwietnia 1941(dts)     | 19 lutego 1962(dts)                     | 20   | Zastrzelona |
| Heinz Jercha           | 1 lipca 1934(dts)         | 27 marca 1962(dts)                      | 27   | Zastrzelony |
| Philipp Held           | 2 maja 1942(dts)          | kwiecień 1962                           | 19   | Utonął |
| Klaus Brueske          | 14 września 1938(dts)     | 18 kwietnia 1962(dts)                   | 23   | Zmarł wskutek obrażeń odniesionych podczas ucieczki, zasypany piachem w kabinie ciężarówki, który dostał się tam w wyniku uderzenia ostrzelanego pojazdu o mur. |
| Peter Böhme            | 17 sierpnia 1942(dts)     | 18 kwietnia 1962(dts)                   | 19   | Zastrzelony |
| Jörgen Schmidtchen     | 28 czerwca 1941(dts)      | 18 kwietnia 1962(dts)                   | 20   | Zastrzelony |
| Horst Frank            | 7 maja 1942(dts)          | 29 kwietnia 1962(dts)                   | 19   | Zastrzelony przy próbie ucieczki |
| Peter Göring           | 28 grudnia 1940(dts)      | 23 maja 1962(dts)                       | 21   | Zastrzelony |
| Lutz Haberlandt        | 29 kwietnia 1938(dts)     | 27 maja 1962(dts)                       | 24   | Zastrzelony przy próbie ucieczki |
| Axel Hannemann         | 27 kwietnia 1945(dts)     | 5 czerwca 1962(dts)                     | 17   | Zastrzelony przy próbie ucieczki w pobliżu Marschallbrücke |
| Erna Kelm              | 21 lipca 1908(dts)        | 11 czerwca 1962(dts)                    | 53   | Utonęła |
| Wolfgang Glöde         | 1 lutego 1949(dts)        | 11 czerwca 1962(dts)                    | 13   | Zastrzelony |
| Reinhold Huhn          | 8 marca 1942(dts)         | 18 czerwca 1962(dts)                    | 20   | Zastrzelony |
| Siegfried Noffke       | 9 grudnia 1939(dts)       | 28 czerwca 1962(dts)                    | 22   | Zastrzelony |
| Peter Fechter          | 14 stycznia 1944(dts)     | 17 sierpnia 1962(dts)                   | 18   | Zastrzelony przy próbie ucieczki |
| Hans-Dieter Wesa       | 10 stycznia 1943(dts)     | 23 sierpnia 1962(dts)                   | 19   | Zastrzelony przy próbie ucieczki w Gesundbrunnen |
| Ernst Mundt            | 2 grudnia 1921(dts)       | 4 września 1962(dts)                    | 40   | Zastrzelony przy próbie ucieczki przy Sophienfriedhof |
| Günter Seling          | 28 kwietnia 1940(dts)     | 30 września 1962(dts)                   | 22   | Zastrzelony |
| Anton Walzer           | 27 kwietnia 1902(dts)     | 8 października 1962(dts)                | 60   | Zastrzelony przy próbie ucieczki przy Oberbaumbrücke |
| Horst Plischke         | 12 lipca 1939(dts)        | 19 listopada 1962(dts)                  | 23   | |
| Otfried Reck           | 14 grudnia 1944(dts)      | 27 listopada 1962(dts)                  | 17   | Zastrzelony |
| Günter Wiedenhöft      | 14 lutego 1942(dts)       | 5 grudnia 1962(dts)/6 grudnia 1962(dts) | 20   | |
| Hans Räwel             | 11 grudnia 1941(dts)      | 1 stycznia 1963(dts)                    | 21   | Zastrzelony przy próbie ucieczki przy Oberbaumbrücke |
| Horst Kutscher         | 5 lipca 1931(dts)         | 15 stycznia 1963(dts)                   | 31   | Zastrzelony przy próbie ucieczki |
| Peter Kreitlow         | 15 stycznia 1943(dts)     | 24 stycznia 1963(dts)                   | 20   | Zastrzelony przy próbie ucieczki w Nieder Neuendorf |
| Wolf-Olaf Muszynski    | 1 lutego 1947(dts)        | luty/marzec 1963                        | 16   | |
| Peter Mädler           | 10 lipca 1943(dts)        | 26 kwietnia 1963(dts)                   | 19   | Zastrzelony przy próbie ucieczki w Teltowkanal |
| Siegfried Widera       | 12 lutego 1941(dts)       | 8 września 1963(dts)                    | 22   | Zastrzelony |
| Klaus Schröter         | 21 lutego 1940(dts)       | 4 listopada 1963(dts)                   | 23   | |
| Dietmar Schulz         | 21 października 1939(dts) | 25 listopada 1963(dts)                  | 24   | |
| Dieter Berger          | 27 października 1939(dts) | 13 grudnia 1963(dts)                    | 24   | Zastrzelony |
| Paul Schultz           | 2 października 1945(dts)  | 25 grudnia 1963(dts)                    | 18   | Zastrzelony |
| Walter Hayn            | 31 stycznia 1939(dts)     | 27 lutego 1964(dts)                     | 25   | Zastrzelony przy próbie ucieczki w Treptow |
| Adolf Philipp          | 13 sierpnia 1943(dts)     | 5 maja 1964(dts)                        | 20   | Zastrzelony |
| Walter Heike           | 20 września 1934(dts)     | 22 czerwca 1964(dts)                    | 29   | Zastrzelony przy próbie ucieczki w pobliżu Invalidenfriedhof |
| Norbert Wolscht        | 27 października 1943(dts) | 28 lipca 1964(dts)                      | 20   | |
| Rainer Gneiser         | 10 listopada 1944(dts)    | 28 lipca 1964(dts)                      | 19   | |
| Hildegard Trabant      | 12 czerwca 1927(dts)      | 18 sierpnia 1964(dts)                   | 37   | Zastrzelona przy próbie ucieczki |
| Wernhard Mispelhorn    | 10 listopada 1945(dts)    | 20 sierpnia 1964(dts)                   | 18   | |
| Egon Schultz           | 4 stycznia 1943(dts)      | 5 października 1964(dts)                | 21   | Zastrzelony |
| Hans-Joachim Wolf      | 8 sierpnia 1947(dts)      | 26 listopada 1964(dts)                  | 17   | Zastrzelony przy próbie ucieczki w Britzer Zweigkanal |
| Joachim Mehr           | 3 kwietnia 1945(dts)      | 3 grudnia 1964(dts)                     | 19   | Zastrzelony przy próbie ucieczki |
| N.N.                   |                           | 19 stycznia 1965(dts)                   |      | |
| Christian Buttkus      | 21 lutego 1944(dts)       | 4 marca 1965(dts)                       | 21   | Zastrzelony przy próbie ucieczki w Kleinmachnow/Dreilinden |
| Ulrich Krzemien        | 13 września 1940(dts)     | 25 marca 1965(dts)                      | 24   | |
| Hans-Peter Hauptmann   | 20 marca 1939(dts)        | 3 maja 1965(dts)                        | 26   | |
| Hermann Döbler         | 28 października 1922(dts) | 15 czerwca 1965(dts)                    | 42   | Zastrzelony |
| Klaus Kratzel          | 3 marca 1940(dts)         | 8 sierpnia 1965(dts)                    | 25   | |
| Klaus Garten           | 19 lipca 1941(dts)        | 18 sierpnia 1965(dts)                   | 24   | |
| Walter Kittel          | 21 maja 1942(dts)         | 18 października 1965(dts)               | 23   | Zamordowany przez oficera wojsk granicznych NRD po nieudanej próbie ucieczki w Kleinmachnow. |
| Heinz Cyrus            | 5 czerwca 1936(dts)       | 11 listopada 1965(dts)                  | 29   | |
| Heinz Sokolowski       | 17 grudnia 1917(dts)      | 25 listopada 1965(dts)                  | 47   | Zastrzelony przy próbie ucieczki między Brandenburger Tor i Clara-Zetkin-Straße |
| Erich Kühn             | 27 lutego 1903(dts)       | 3 grudnia 1965(dts)                     | 62   | |
| Heinz Schöneberger     | 7 czerwca 1938(dts)       | 26 grudnia 1965(dts)                    | 27   | Zastrzelony przy próbie ucieczki |
| Dieter Brandes         | 23 października 1946(dts) | 11 stycznia 1966(dts)                   | 19   | |
| Willi Block            | 5 czerwca 1934(dts)       | 7 lutego 1966(dts)                      | 31   | Zastrzelony przy próbie ucieczki w Staaken |
| Lothar Schleusener     | 14 stycznia 1953(dts)     | 14 marca 1966(dts)                      | 13   | Zastrzelony przy próbie ucieczki w Berlin-Treptow |
| Jörg Hartmann          | 27 października 1955(dts) | 14 marca 1966(dts)                      | 10   | Zastrzelony przy próbie ucieczki w Berlin-Treptow |
| Willi Marzahn          | 3 czerwca 1944(dts)       | 19 marca 1966(dts)                      | 21   | Zastrzelony |
| Eberhard Schulz        | 11 marca 1946(dts)        | 30 marca 1966(dts)                      | 20   | Zastrzelony przy próbie ucieczki w rejonie Großziethen. |
| Michael Kollender      | 19 lutego 1945(dts)       | 25 kwietnia 1966(dts)                   | 21   | Zastrzelony jako dezerter przy próbie ucieczki po uprzednim opuszczeniu posterunku. |
| Paul Stretz            | 28 lutego 1935(dts)       | 29 kwietnia 1966(dts)                   | 31   | |
| Eduard Wroblewski      | 3 marca 1933(dts)         | 26 lipca 1966(dts)                      | 33   | Zastrzelony przy próbie ucieczki |
| Heinz Schmidt          | 26 października 1919(dts) | 29 sierpnia 1966(dts)                   | 46   | Zastrzelony |
| Andreas Senk           | 1960                      | 13 września 1966(dts)                   | 6    | Utonął |
| Karl-Heinz Kube        | 10 kwietnia 1949(dts)     | 16 grudnia 1966(dts)                    | 17   | Zastrzelony przy próbie ucieczki w Kleinmachnow |
| Max Willi Sahmland     | 28 marca 1929(dts)        | 27 stycznia 1967(dts)                   | 37   | Zastrzelony przy próbie ucieczki w Teltowkanal |
| Franciszek Piesik      | 23 listopada 1942(dts)    | 17 października 1967(dts)               | 24   | Utonął |
| Elke Weckeiser         | 31 października 1945(dts) | 18 lutego 1968(dts)                     | 22   | Zastrzelona przy próbie ucieczki |
| Dieter Weckeiser       | 15 lutego 1943(dts)       | 19 lutego 1968(dts)                     | 25   | |
| Herbert Mende          | 9 lutego 1939(dts)        | 10 marca 1968(dts)                      | 29   | |
| Bernd Lehmann          | 31 lipca 1949(dts)        | 28 maja 1968(dts)                       | 18   | |
| Siegfried Krug         | 22 lipca 1939(dts)        | 6 lipca 1968(dts)                       | 28   | Zastrzelony |
| Horst Körner           | 12 lipca 1947(dts)        | 15 listopada 1968(dts)                  | 21   | Zastrzelony przy próbie ucieczki |
| Rolf Henniger          | 30 listopada 1941(dts)    | 15 listopada 1968(dts)                  | 26   | Zastrzelony |
| Johannes Lange         | 17 grudnia 1940(dts)      | 9 kwietnia 1969(dts)                    | 28   | Zastrzelony przy próbie ucieczki |
| Klaus-Jürgen Kluge     | 25 lipca 1948(dts)        | 13 lipca 1969(dts)                      | 21   | Zastrzelony przy próbie ucieczki w pobliżu Helmut-Just-Brücke |
| Leo Lis                | 10 maja 1924(dts)         | 20 września 1969(dts)                   | 45   | Zastrzelony przy próbie ucieczki w pobliżu Nordbahnhof |
| Eckhard Wehage         | 8 lipca 1948(dts)         | 10 marca 1970(dts)                      | 21   | |
| Christel Wehage        | 15 grudnia 1946(dts)      | 10 marca 1970(dts)                      | 23   | |
| Heinz Müller           | 16 maja 1943(dts)         | 19 czerwca 1970(dts)                    | 27   | Zastrzelony |
| Willi Born             | 19 lipca 1950(dts)        | 7 lipca 1970(dts)                       | 19   | |
| Friedhelm Ehrlich      | 11 lipca 1950(dts)        | 2 sierpnia 1970(dts)                    | 20   | Zastrzelony |
| Gerald Thiem           | 6 września 1928(dts)      | 7 sierpnia 1970(dts)                    | 41   | Zastrzelony |
| Helmut Kliem           | 2 czerwca 1939(dts)       | 13 listopada 1970(dts)                  | 31   | Zastrzelony |
| Hans-Joachim Zock      | 26 stycznia 1940(dts)     | listopad 1970                           | 30   | |
| Christian-Peter Friese | 5 sierpnia 1948(dts)      | 25 grudnia 1970(dts)                    | 22   | Zastrzelony przy próbie ucieczki w Treptow. |
| Rolf-Dieter Kabelitz   | 23 czerwca 1951(dts)      | 30 stycznia 1971(dts)                   | 19   | |
| Wolfgang Hoffmann      | 1 września 1942(dts)      | 15 lipca 1971(dts)                      | 28   | |
| Werner Kühl            | 10 stycznia 1949(dts)     | 24 lipca 1971(dts)                      | 22   | Zastrzelony |
| Dieter Beilig          | 5 września 1941(dts)      | 2 października 1971(dts)                | 30   | Zastrzelony |
| Horst Kullack          | 20 listopada 1948(dts)    | 21 stycznia 1972(dts)                   | 23   | |
| Manfred Weylandt       | 12 lipca 1942(dts)        | 14 lutego 1972(dts)                     | 29   | Zastrzelony przy próbie ucieczki w pobliżu Schillingbrücke |
| Klaus Schulze          | 13 października 1952(dts) | 7 marca 1972(dts)                       | 19   | Zastrzelony przy próbie ucieczki w pobliżu Falkensee |
| Cengaver Katrancı      | 1963                      | 30 października 1972(dts)               | 9    | Utonął |
| Holger H.              | 1971                      | 22 stycznia 1973(dts)                   | 1    | |
| Volker Frommann        | 23 kwietnia 1944(dts)     | 5 marca 1973(dts)                       | 29   | |
| Horst Einsiedel        | 8 lutego 1940(dts)        | 15 marca 1973(dts)                      | 33   | Zastrzelony przy próbie ucieczki w pobliżu Friedhof Pankow |
| Manfred Gertzki        | 17 maja 1942(dts)         | 27 kwietnia 1973(dts)                   | 30   | Zastrzelony przy próbie ucieczki w pobliżu Reinhardtstraße |
| Siegfried Kroboth      | 23 kwietnia 1968(dts)     | 14 maja 1973(dts)                       | 5    | Utonął |
| Czesław Kukuczka       | 23 lipca 1935(dts)        | 29 marca 1974(dts)                      | 38   | Zastrzelony przy próbie ucieczki na dworcu Berlin Friedrichstraße |
| Burkhard Niering       | 1 września 1950(dts)      | 5 stycznia 1974(dts)                    | 23   | Zastrzelony przy próbie ucieczki przy Checkpoint Charlie\|- |
| Johannes Sprenger      | 3 grudnia 1905(dts)       | 10 maja 1974(dts)                       | 68   | Zastrzelony |
| Giuseppe Savoca        | 22 kwietnia 1968(dts)     | 15 czerwca 1974(dts)                    | 6    | Utonął |
| Herbert Halli          | 24 listopada 1953(dts)    | 3 kwietnia 1975(dts)                    | 21   | Zastrzelony przy próbie ucieczki |
| Çetin Mert             | 11 maja 1970(dts)         | 11 maja 1975(dts)                       | 5    | Utonął |
| Herbert Kiebler        | 24 marca 1952(dts)        | 27 czerwca 1975(dts)                    | 23   | Zastrzelony przy próbie ucieczki w Mahlow |
| Lothar Hennig          | 30 czerwca 1954(dts)      | 5 listopada 1975(dts)                   | 21   | |
| Dietmar Schwietzer     | 21 lutego 1958(dts)       | 16 lutego 1977(dts)                     | 18   | Zastrzelony przy próbie ucieczki w Schönwalde |
| Henri Weise            | 13 lipca 1954(dts)        | maj 1977                                | 22   | |
| Ulrich Steinhauer      | 13 marca 1956(dts)        | 4 listopada 1980(dts)                   | 24   | Zastrzelony |
| Marienetta Jirkowsky   | 25 sierpnia 1962(dts)     | 22 listopada 1980(dts)                  | 18   | Zastrzelony przy próbie ucieczki w Hohen Neuendorf |
| Hans-Peter Grohganz    | 25 września 1948(dts)     | 9 lutego 1981(dts)                      | 32   | |
| Johannes Muschol       | 31 maja 1949(dts)         | 16 marca 1981(dts)                      | 31   | Zastrzelony |
| Hans-Jürgen Starrost   | 24 czerwca 1954(dts)      | 16 kwietnia 1981(dts)                   | 26   | |
| Thomas Taubmann        | 22 lipca 1955(dts)        | 12 grudnia 1981(dts)                    | 26   | |
| Lothar Fritz Freie     | 8 lutego 1955(dts)        | 6 czerwca 1982(dts)                     | 27   | |
| Silvio Proksch         | 3 marca 1962(dts)         | 25 grudnia 1983(dts)                    | 21   | Zastrzelony przy próbie ucieczki w Berlin-Pankow |
| Michael-Horst Schmidt  | 20 października 1964(dts) | 1 grudnia 1984(dts)                     | 20   | Zastrzelony przy próbie ucieczki w Pankow |
| Rainer Liebeke         | 11 września 1951(dts)     | 3 września 1986(dts)                    | 34   | |
| Manfred Mäder          | 23 sierpnia 1948(dts)     | 21 listopada 1986(dts)                  | 38   | Zastrzelony przy próbie ucieczki |
| René Gross             | 1 maja 1964(dts)          | 21 listopada 1986(dts)                  | 22   | Zastrzelony przy próbie ucieczki |
| Michael Bittner        | 31 sierpnia 1961(dts)     | 24 listopada 1986(dts)                  | 25   | Zastrzelony przy próbie ucieczki w Glienicke/Nordbahn |
| Lutz Schmidt           | 8 lipca 1962(dts)         | 12 lutego 1987(dts)                     | 24   | Zastrzelony przy próbie ucieczki |
| Ingolf Diederichs      | 13 kwietnia 1964(dts)     | 13 stycznia 1989(dts)                   | 24   | Poniósł śmierć podczas próby skoku na stronę zachodnią z wagonu kolejki miejskiej |
| Chris Gueffroy         | 21 czerwca 1968(dts)      | 5 lutego 1989(dts)                      | 20   | Zastrzelony przy próbie ucieczki w Treptow |
| Winfried Freudenberg   | 29 sierpnia 1956(dts)     | 8 marca 1989(dts)                       | 32   | Spadł na ziemię podczas ucieczki balonem własnej roboty |

Źródło: chronik-der-mauer.de

## Procesy strażników
Procesy sądowe, tzw. procesy strzelców przy Murze Berlińskim, trwały aż do jesieni 2004 roku. Na ławie oskarżonych zasiedli m.in. przewodniczący Rady Państwa Erich Honecker, jego następca Egon Krenz, członkowie narodowej rady obrony Erich Mielke, Willi Stoph, Heinz Keßler, Fritz Streletz, Hans Albrecht – sekretarz SED w Suhl oraz dowódca wojsk ochrony pogranicza w latach 1979–1990, generał Klaus-Dieter Baumgarten.
Oskarżeni strażnicy muru pochodzili głównie z jednostek armii NRD lub wojsk ochrony pogranicza. W sumie 35 oskarżonych uniewinniono, a 44 skazano na karę pozbawienia wolności w zawieszeniu; 11 oskarżonym, w tym Albrechtowi, Streletzowi, Keßlerowi i Baumgartenowi, wymierzono kary pozbawienia wolności od 4 lat i 6 miesięcy do 7 lat i 6 miesięcy. W sierpniu 2004 byli członkowie Biura Politycznego Hans-Joachim Böhme i Werner Lorenz zostali skazani przez sąd krajowy w Berlinie na kary pozbawienia wolności w zawieszeniu. Ostatni proces przeciwko wschodnioniemieckim strażnikom granicznym zakończył się wyrokiem skazującym w dniu 9 listopada 2004 r., dokładnie 15 lat po obaleniu muru.

## Upamiętnienie
Dla upamiętnienia ofiar Muru Berlińskiego wzniesiono różne pomniki. Obok niewielkich krzyży i innych znaków pamięci o zastrzelonych uciekinierach, stanowiących często prywatne inicjatywy obywateli Berlina Zachodniego, istnieje szereg większych miejsc pamięci, jak np. Białe Krzyże na brzegu Sprewy w pobliżu Reichstagu.
O formach upamiętnienia toczono spory, jak np. w końcu lat 90. o miejscu pamięci przy Bernauer Straße. Najgorętsze spory toczyły się wokół tzw. pomnika wolności zbudowanego i później zburzonego w pobliżu Checkpoint Charlie. W odpowiedzi na stawiane Senatowi Berlina zarzuty braku ogólnej koncepcji powołano komisję, która wiosną 2005 przedstawiła podstawy koncepcji upamiętnienia muru. 20 czerwca 2006 Senat przedłożył rozwiniętą na tej podstawie „Koncepcję Ogólną Upamiętnienia Muru Berlińskiego”, przewidującą m.in. rozbudowę miejsca pamięci przy Bernauer Straße.

### Mauermuseum przy Checkpoint Charlie
W 1962 r. otwarto pod kierownictwem historyka Rainera Hildebrandta Mauermuseum (Muzeum Muru). Znajduje się ono obok dawnej granicy między częściami miasta. Obecnie jest ono prowadzone przez Arbeitsgemeinschaft 13. August. Należy ono do najczęściej odwiedzanych muzeów Berlina. Muzeum ukazuje sposoby zabezpieczenia granic w Berlinie oraz prowadzi dokumentację dotyczącą udanych ucieczek przez granicę, do umożliwienia których zostały użyte m.in. balony, samochody, wyciągi krzesełkowe, a nawet miniaturowa łódź podwodna. Obecną kierowniczką muzeum jest wdowa po założycielu – Alexandra Hildebrandt.

### Miejsce Pamięci Mur Berliński przy Bernauer Straße
Od końca lat 90. istnieje przy Bernauer Straße między dawnymi dzielnicami Wedding i Berlin-Mitte zespół poświęcony pamięci Muru Berlińskiego. Obejmuje on miejsce pamięci muru, centrum dokumentacji muru i Kaplicę Pojednania.
Zespół Pamięci powstał na podstawie konkursu rozpisanego przez Rząd Federalny i został otwarty 13 sierpnia 1998. Odtwarza na pierwotnym miejscu zrekonstruowany środkami artystycznymi odcinek muru. Centrum dokumentacji, prowadzone przez powołaną do tego celu organizację, zostało otwarte 9 listopada 1999. W roku 2003 powstała wieża widokowa, z której można dokładnie obejrzeć mury kompleksu pamięci. Obok aktualnej wystawy (od roku 2001 pod tytułem „Berlin, 13 sierpnia 1961”) udostępnione są różne informacje o historii muru. Poza tym odbywają się tu seminaria i inne imprezy. Kaplica Pojednania ewangelickiej Gminy Pojednania została otwarta 9 listopada 2000. Budowla wykonana w technice ubitej gliny na planie owalu wzniesiona jest na fundamentach prezbiterium wysadzonego w roku 1985 Kościoła Pojednania.
Opracowana przez Thomasa Flierla „Ogólna koncepcja upamiętnienia Muru Berlińskiego” przewiduje dalszą rozbudowę kompleksu pamięci przy Bernauer Straße z włączeniem części dawnej stacji kolejowej Stettiner Bahnhof przy Gartenstraße.

### Ścieżka Pamięci Muru Berlińskiego
Ścieżka Pamięci Muru Berlińskiego (Geschichtsmeile Berliner Mauer) jest stałą wystawą, zrobioną w 4 językach. Składa się z 21 tablic informacyjnych. Znajduje się po śródmiejskiej stronie dawnego muru i zawiera zdjęcia oraz teksty upamiętniające zdarzenia, które zaszły w danym miejscu (np. informacje na temat udanych lub nieudanych ucieczek). W 2006 poszerzono ją o dalsze tablice informacyjne.

### PanoramaMur(Die Mauer)
W rotundzie przy Checkpoint Charlie, zbudowanej specjalnie na potrzeby instalacji artystycznej, Yadegar Asisi stworzył panoramę Mur. Panorama przedstawia widok na Mur Berliński z widokiem na fortyfikacje graniczne i pas śmierci NRD.